# Aldo Tambone
Aldo Tambone, né le 7 juillet 1914, à Rome, en Italie, est un joueur italien de basket-ball.